# Whitby
Whitby er en historisk kystby i North Yorkshire på nordøst-kysten af  England ved udmundingen af Esk ca. 80 km fra York. Navnet kommer fra oldnordisk og betyder "hvid by".  Den ligger i nationalparken North York Moors og er den største bosætning der. 

## Historie
Byens historie går mindst tilbage til sakserne, og dens tidligste historie er nært knyttet til klosteret, som blev bygget højt over byens østlige klipper af sakserkongen Oswy i 657. Det var et "dobbeltkloster", altså et kloster for både munke og nonner. 
I 867 gik danske vikinger i land nogle kilometer vest for byen og angreb bosætningerne og ødelagde klosteret. Efter normannernes invasion af England i 1066 bestemte William de Percy i 1078, at klosteret skulle genetableres til ære for St. Hilda.
Helt frem til Elizabeth Is styre var Whitby ikke meget andet end en lille fiskerhavn. I 1540 var der mellem 20 og 30 huse med en befolkning på omkring 200. 
I slutningen af det 16. århundrede rejste Thomas Chaloner fra York til Italien og besøgte Kirkestatens alunværk. Han lagde mærke til at bjergarterne, de udvandt alun fra, var identiske med dem, der fandtes til overflod på hans ejendom i North Yorkshire. Alun var et vigtigt produkt, som blev brugt ved garverier, til tøjfarvning og til medicinsk brug. Hidtil havde Kirkestaten næsten haft monopol på produktion og salg af alun. I hemmelighed tog Chaloner nogen af pavens arbejdere med sig til England, og i årene efter udviklede han en blomstrende alunindustri i Yorkshire. Det skal have resulteret i, at prisen på alun på det internationale marked sank betydeligt og reducerede en traditionel indtægtskilde for Vatikanet med det resultat, at Chaloner blev ekskommuniceret (bandlyst). 